# Fountain, Colorado
Fountain är en stad (city) i El Paso County, i delstaten Colorado, USA. Enligt United States Census Bureau har staden en folkmängd på 26 475 invånare (2011) och en landarea på 62,1 km².